# پوتوا
پوتوا (به لاتین: Potou District) یک سکونتگاه مسکونی در جمهوری خلق چین است که در ژانژیانگ واقع شده‌است.

## خصوصیات
پوتوا ۴۲۴ کیلومترمربع مساحت و ۳۳۳٬۷۰۰ نفر جمعیت دارد.